# Peter Scoones
Peter Scoones (27 de octubre de  1937 – 20 de abril de 2014) fue un fotógrafo subacuático conocido por su fotografía oceánica. Realizó fotografía desde 1959 hasta su muerte en 2014.

## Filmografía
- Earth - (Cinematographer/2009/Lensing/Awaiting Release)
- Deep Blue - (Cinematographer/2005)

## Premios
- Medalla de Oro en el Festival Internacional de Cine de Brighton a la mejor película amateur
- Fotógrafo subacuático del año en el Festival Internacional de Cine de Brighton
- Fotógrafo subacuático del año en el Festival Internacional de Cine de Birmingham